# Giudizio universale (Angelico)
Il Giudizio Universale è un'opera di Beato Angelico, conservata nel Museo nazionale di San Marco a Firenze. Si tratta di una tempera su tavola (105 × 210 cm) databile al 1431 circa. La forma insolita del pannello deriva dalla singolare destinazione dell'opera, usata per decorare la cimasa del seggio del coro.

## Storia
L'opera proviene dallo scomparso convento di Santa Maria degli Angeli a Firenze. Dipinto probabilmente verso il 1431, doveva essere originariamente destinato all'oratorio degli Scolari, a lato del convento. Alcune parti del dipinto, come gli angeli, sono opera di una mano meno raffinata del maestro. Il ricorso a collaboratori in un'opera così grande e importante ha fatto supporre che il maestro fosse nel frattempo impegnato in altre commissioni, probabilmente l'Annunciazione di Cortona.
Il Giudizio Universale è un'opera complessa, intessuta di riferimenti alle dottrine colte che circolavano negli ambienti dell'osservanza fiorentina. In particolare la pala è stata messa in relazione con il pensiero teologico di Ambrogio Traversari, monaco camaldolese, priore di Santa Maria degli Angeli, con interessi documentati nel campo dell'arte e della patristica orientale.
Pervenne a San Marco nel 1918-21, quando vi vennero concentrati tutti i dipinti del Beato Angelico esistenti a Firenze, prima all'Accademia e agli Uffizi, costituendosi in tal modo come museo dedicato all' Angelico.

## Descrizione
Al centro del pannello, nella cuspide, si vede Cristo giudice entro una mandorla di luce, circondato da una fitta schiera di angeli disposti tutto intorno ciascuno con una posizione coerente con la posizione che occupa. La pittura di queste figure è attribuita a un aiuto, magari il collaboratore del messale 558 (Zanobi Strozzi?).
Alla sinistra di Cristo si trova la Vergine ed alla destra san Giovanni Evangelista, affiancati entrambi da una doppia tribuna di santi e apostoli. Inconsueto è l'inserimento di figure del Vecchio Testamento in posizione preminente (Abramo, Mosè...), ai fianchi del Cristo, che riflette probabilmente le concezioni ecumeniche del Traversari.

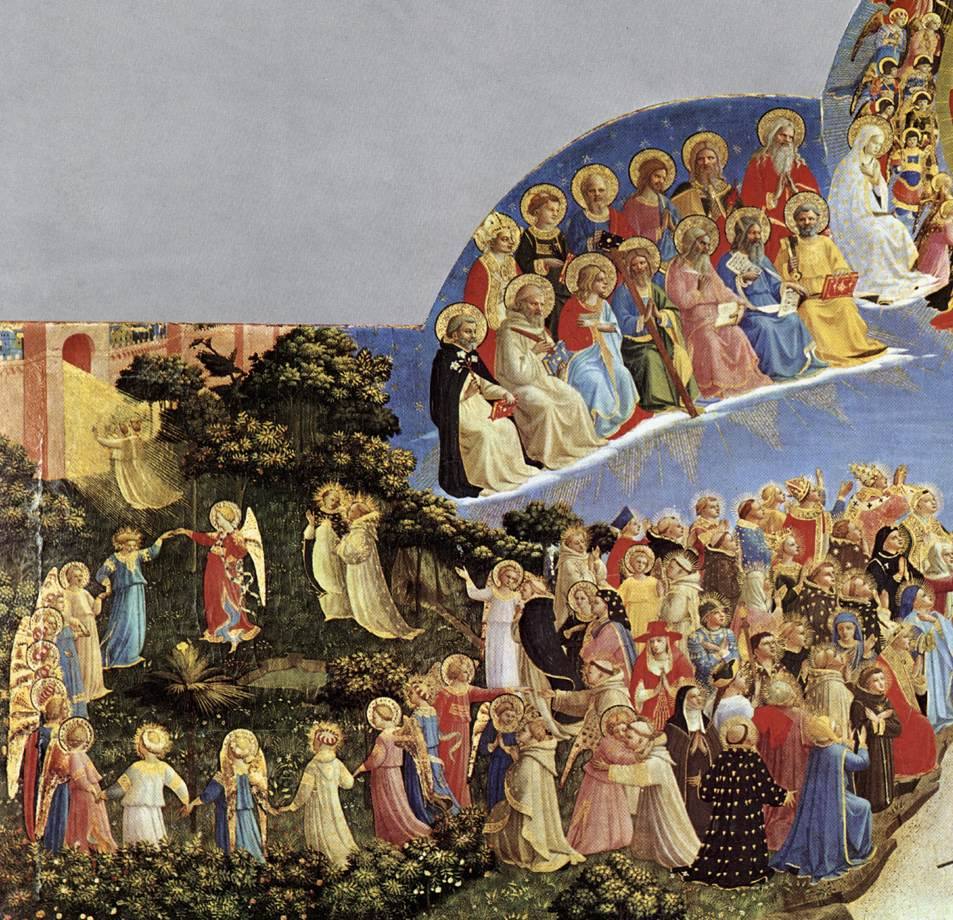
Il Paradiso

Nel bordo inferiore del coro angelico si trovano un angelo con la croce e due angeli dell'Apocalisse che suonano le trombe, al cui suono si sono risvegliati i morti, lasciando scoperti i sepolcri. La fila di sepolcri al centro ed il sarcofago vuoto sono un saggio di magnifico dominio dello spazio prospettico, che guida lo sguardo dello spettatore in profondità, verso un orizzonte azzurro sfumato in lontananza, come nelle miniature francesi. La luce chiara e distillata simboleggiava anche il "lumen" divino che, secondo la filosofia di san Tommaso d'Aquino, riluce nell'ordine "geometrico" della creazione. Gli angeli e i diavoli si sono appena spartiti i corpi risorti: a sinistra i beati, che pregano e ringraziano il Signore, a destra i dannati, che sono tormentati dai demoni che li conducono nell'inferno.
A sinistra si trova l'idilliaca rappresentazione del Paradiso, dove in un magnifico giardino, dipinto nei minimi particolari, un gruppo di angeli raffinati e bellissimi si dedica a un sereno girotondo. L'episodio sembra tratto da un passo della Repubblica di Platone, in particolare nel IX libro, dove si parla di immortalità dell'anima, del premio riservato ai giusti e dell'"abbraccio gioioso dei beati che danzano in cerchio sulla musica delle sfere" (614b-617). A quel tempo si credeva infatti che il movimento delle sfere celesti generasse un'armonia complementare a quella dell'anima, secondo una teoria espressa già da Pitagora nel IV secolo a.C. e ripresa da sant'Agostino, Clemente Alessandrino e Boezio. La stessa convinzione che gli intervalli della scala musicale dipendessero da una ratio (in greco logos), aveva finito per assumere un significato del tutto particolare poiché con la stessa parola ("logos") Giovanni indica Dio nel prologo al suo Vangelo (I, 1). Quindi la musica, la matematica e la numerologia erano viste come una chiave nascosta per avvicinarsi a Dio e al mistero del Creato. Lo stesso numero dei sepolcri scoperchiati è legato alla simbologia del dieci (numero pitagorico perfetto) e del nove (della nona sfera celeste).

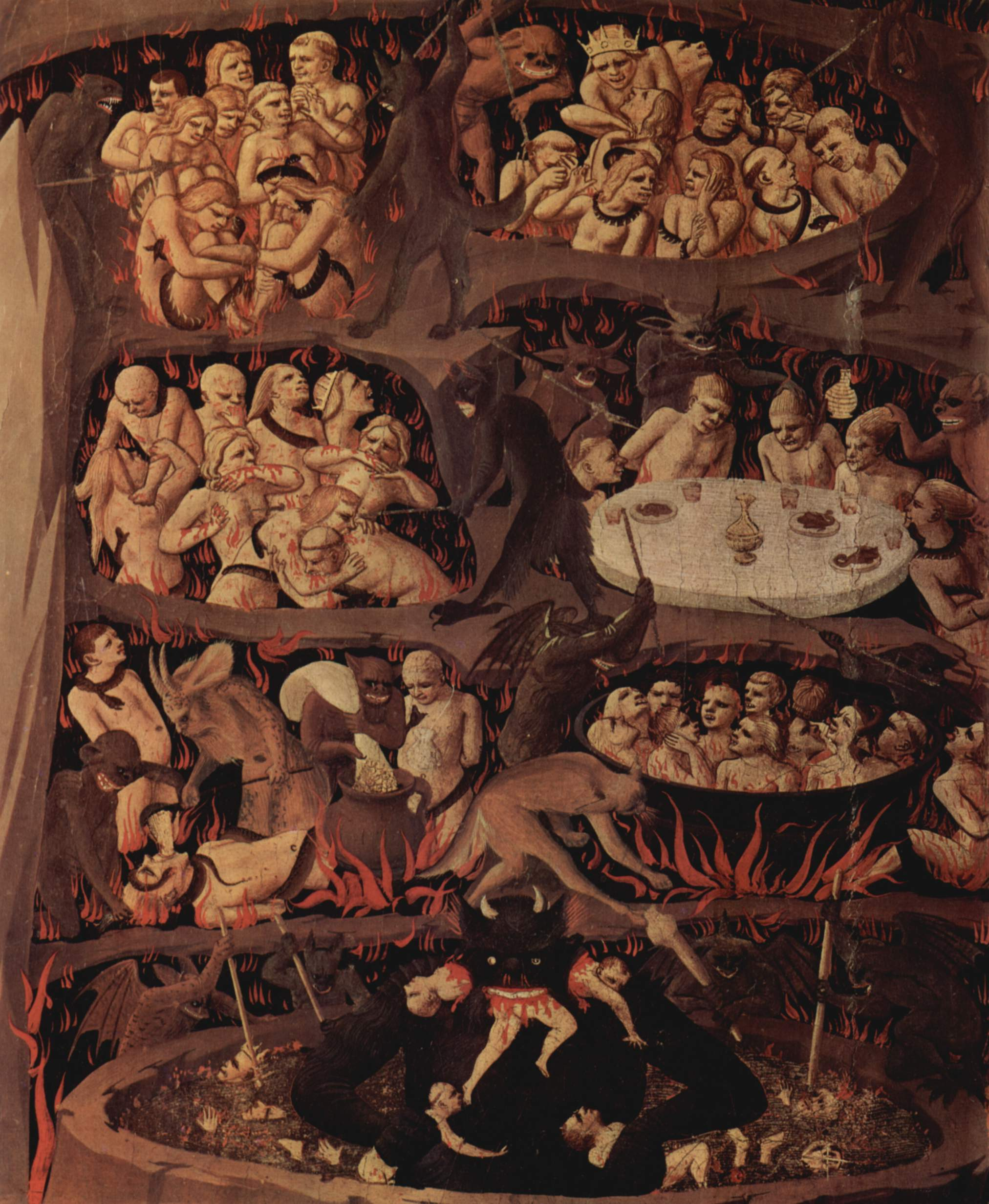
L'Inferno

Sullo sfondo si vede la porta del paradiso, dove due beati sono accolti dalla Grazia divina, simboleggiata dai raggi di luce.
All'estrema destra fa da contraltare la rappresentazione dell'Inferno, che riprende opere come l'Elucidarium di Onorio di Autun, discostandosi da fonti più popolari come i cerchi danteschi. I diavoli vi cacciano con la forza i dannati, che vengono poi smistati nei rispettivi nove gironi, dove subiscono pene secondo il contrappasso: accidia, con i dannati immobilizzati da serpenti, lussuria, dove serpenti e rospi mordono i genitali dei colpevoli, ira, dove ci si morde e ferisce a vicenda, gola, dove i peccatori sono costretti ad astenersi dal cibo, nonostante le pietanze immonde, avarizia, con i dannati costretti a ingoiare oro fuso, ecc. Il tutto è condito da fiamme ovunque e diavoli che trafiggono coi loro tridenti. In basso si trova Satana, con la triplice testa che mastica tre dannati.
In ciascuno dei due gruppi si trovano persone di tutte le classi sociali: re, papi, principi, vescovi, monaci, aristocratici o semplici popolani.

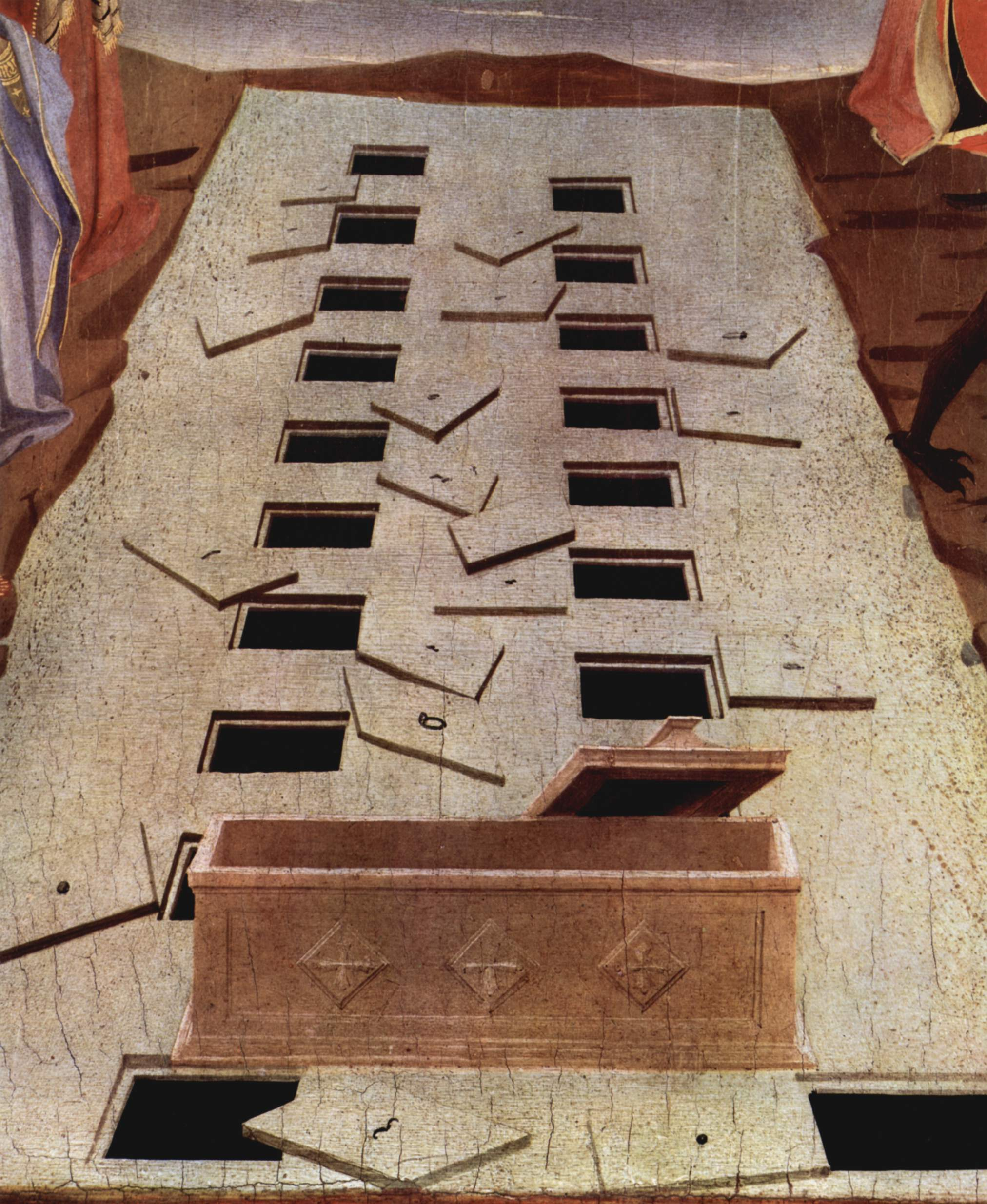
La parte centrale

## Stile
L'opera è legata stilisticamente ai modi di Lorenzo Monaco, ma possiede una scansione dei piani in prospettiva che dimostra un precoce interesse per un'impostazione rinascimentale dello spazio.
La composizione con la fuga prospettica al centro pare ispirata a Lorenzo Ghiberti, anche se non si conosce un'opera in particolare da cui l'Angelico abbia attinto (forse il rilievo del Miracolo di San Zanobi sull'arca di San Zanobi, 1429-1436). Anche le scene di azione violenta dei dannati richiamano alcuni stilemi ghibertiani, come nella Cacciata dei mercanti dal tempio, nella porta Nord, o nella Cattura del Battista sulla fonte battesimale di Siena.